# جون يبرش
جون يبرش (بالإنجليزية: John Burch)‏ هو ملحن بريطاني، ولد في 6 يناير 1932 في لندن في المملكة المتحدة، وتوفي في 18 أبريل 2006.

## وصلات خارجية
- جون يبرش على موقع ميوزك برينز (الإنجليزية)
- جون يبرش على موقع ميوزك برينز (الإنجليزية)
- جون يبرش على موقع أول ميوزيك (الإنجليزية)
- جون يبرش على موقع ديسكوغز (الإنجليزية)